# カノエラナの「カノエによかごて語らして。」
『カノエラナの「カノエによかごて語らして。」』は、NBCラジオ佐賀が製作するラジオ番組である。2017年4月3日の放送からNBCラジオでも聞けるようになった。2017年6月26日の放送をもって終了した。

## 放送時間
- 金曜 18:20 - 18:30（2016年10月7日 - 2017年3月31日）
- 月曜 18:20 - 18:30（2017年4月3日 - 2017年6月26日）

## パーソナリティ
- カノエラナ